# 붉은목왈라비
붉은목왈라비(학명: Macropus rufogriseus)는 캥거루과에 속하는 캥거루속 유대류의 일종이다. 중형 크기의 왈라비로 테즈메이니아 주를 포함하여 오스트레일리아 동부 지역의 온대 지역과 비옥한 부분에서 흔히 발견된다. 천적은 딩고, 여우, 대형맹금류 다.

## 아종
3종의 아종이 알려져 있다.
- M. r. banksianus (Quoy & Gaimard, 1825) - 붉은목왈라비
- M. r. rufogriseus (Desmarest, 1817) - 베넷왈라비
- M. r. fruticus (Ogilby, 1838)